# Acanthephippium javanicum
Acanthephippium javanicum là một loài phong lan trong và là loài điển hình của chi Acanthephippium.

## Hình ảnh

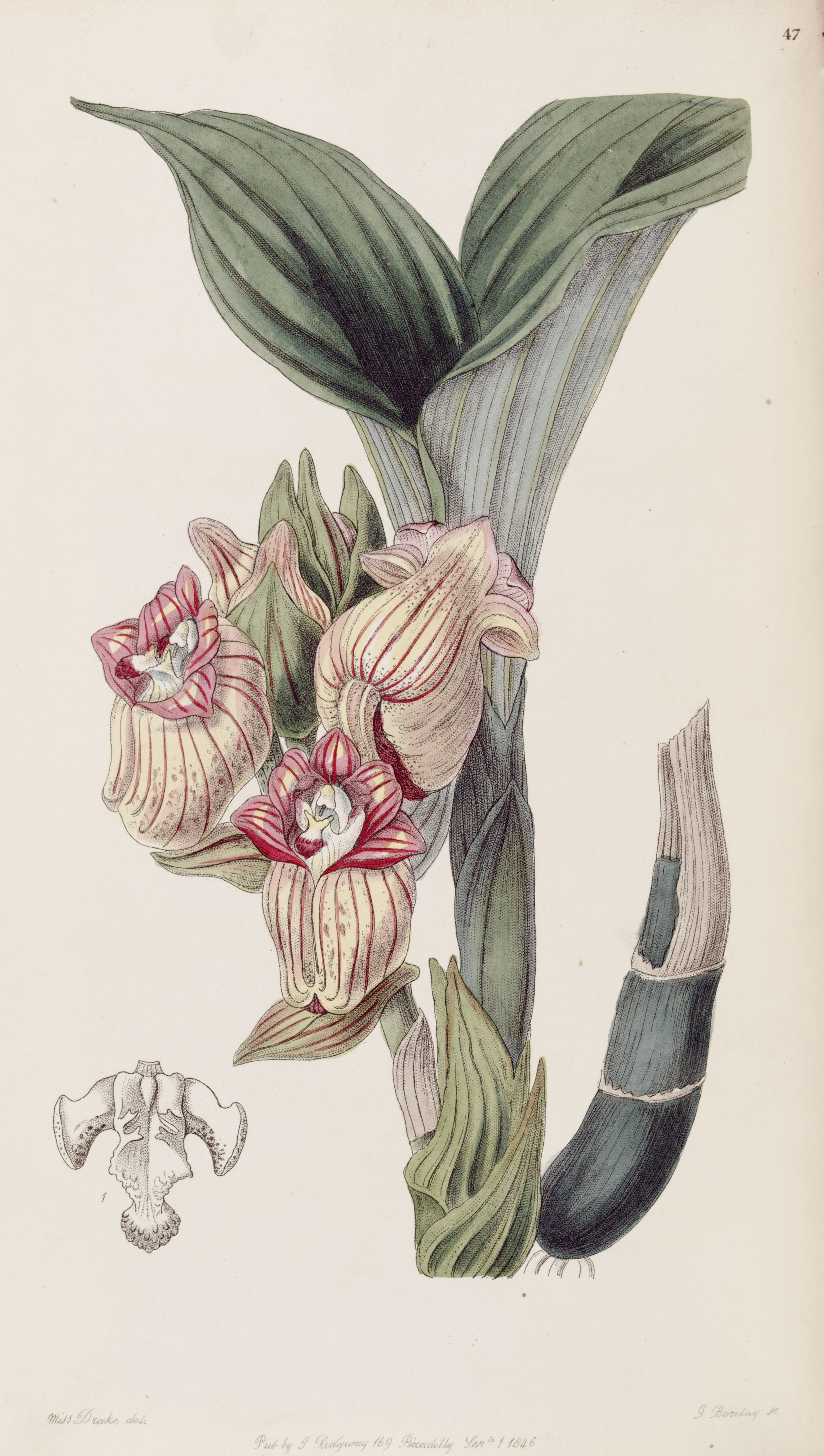